# Kanton Morez
Kanton Morez (francouzsky Canton de Morez) je francouzský kanton v departementu Jura v regionu Franche-Comté. Tvoří ho devět obcí.

## Obce kantonu
- Bellefontaine
- Bois-d'Amont
- Lézat
- Longchaumois
- Morbier
- Morez
- La Mouille
- Prémanon
- Les Rousses